# Aleksander Sroczyński
Aleksander Sroczyński (również: Olo Sroczyński, Alexander Sroczyński) – (ur. 19 marca 1953 r. w Poznaniu) scenarzysta, reżyser, autor opracowania plastycznego filmów animowanych, rysownik. Absolwent Wydziału Grafiki Akademii Sztuk Pięknych w Krakowie oraz Podyplomowego Studium Reżyserii Filmu Animowanego i Eksperymentalnego w Państwowej Wyższej Szkole Filmowej, Telewizyjnej i Teatralnej w Łodzi. Swą wiedzę poszerzał na stypendium w Centro sperimentale di cinematografia w Rzymie (1985).
Początkowo związany ze Studiem Filmów Rysunkowych w Bielsku-Białej, od 1981 r. z krakowskim Studiem Filmów Animowanych. Od 1989 r. mieszka i tworzy w Stanach Zjednoczonych, zajmuje się głównie ilustracją książkową (przede wszystkim książki dla dzieci), rysunkiem satyrycznym i filmami reklamowymi. Współpracował m.in. z pismami „Lui”, „Harakiri”, „Mensuel Charlie”, „Playboy”, „Karuzela”, „Szpilki”, „Connoisseur”, „The New York Times”.
Laureat wielu nagród, m.in. „Srebrna Plakietka” na Festiwalu Filmowym w Chicago za „Film Animowany” (1983), "Brązowy Lajkonik" na Krakowskim Festiwalu Filmowym za „Film animowany” (1983) i „Nigdy więcej wojny!” (1988), Grand Prix „Złoty Jeleń” na Festiwalu Filmów Jednominutowych „Mini-Max ’88” w Sosnowcu za zestaw filmów (1988), Nagroda Honorowa na VI Festiwalu „Młode Kino Polskie” (1988)
Znany z niekonwencjonalnych zachowań. Na jedną z ceremonii otwarcia krakowskiego Festiwalu Filmów Krótkometrażowych przyszedł przebrany za arabskiego szejka. Do ostatniego dnia trwania festiwalu nie został zdemaskowany. Na retrospektywny pokaz swoich filmów w krakowskim kinie Mikro chciał wprowadzić konia. Zawsze nosi ze sobą brulion ze skorowidzem, w którym notuje (w układzie alfabetycznym) swoje pomysły.
Bohater biograficznego filmu telewizyjnego Rafała Mierzejewskiego "Olo w Nowym Jorku" (1994). Jest także jednym z bohaterów książki Jerzego Armaty Anima. Mistrzowie polskiej animacji (wyd. EGoFILM, Warszawa 2025).
Syn Romualda Sroczyńskiego, brat Gemmy Sroczyńskiej. 

## Filmografia
- Olo w Nowym Jorku (1994) – bohater filmu
- Psy (1988) – reżyseria
- Meduza (1988) – reżyseria, scenariusz, animacja
- End of the World (1988) – współpraca
- O czym marzą koty (1987) – reżyseria, scenariusz, opracowanie plastyczne, animacja
- Nigdy więcej wojny! (1987) – reżyseria, scenariusz, animacja
- I Love Feratunos czyli smak krwi (1987) – reżyseria, scenariusz, zdjęcia, animacja, muzyka
- Dziwne zdarzenie na przystanku autobusowym o piątej rano w miejscowości X (1987) – reżyseria, scenariusz, animacja
- With a Light (1986) – realizacja
- Transatlantic widmo (1985) – realizacja
- Ogólnopolski Konkurs Autorskiego Filmu Animowanego w Krakowie (1985) – reżyseria, scenariusz, opracowanie plastyczne
- Odyseja kosmiczna 2013 (1985) – reżyseria, scenariusz, opracowanie plastyczne
- Nostalgia (1984) – reżyseria, scenariusz, opracowanie plastyczne, animacja, obsada aktorska
- Niespodziewane odwiedziny, czyli… droga do sąsiada (1984) – reżyseria, scenariusz, opracowanie plastyczne
- Ani be!… Ani me!… z udziałem Audrey Hepburn (1984) – reżyseria, scenariusz
- Wilhelm Tell (1983) – reżyseria, scenariusz, opracowanie plastyczne, animacja
- Vice versa (1983) – reżyseria, scenariusz, opracowanie plastyczne, animacja
- NGC (1983) – reżyseria, scenariusz, opracowanie plastyczne, animacja
- Czwarty kanał (1983) – reżyseria, scenariusz, opracowanie plastyczne, animacja
- Apteczka pierwszej pomocy (1983) – reżyseria, scenariusz, opracowanie plastyczne, animacja, muzyka
- Adam i Ewa (1983) – reżyseria, scenariusz, opracowanie plastyczne, animacja
- Połów (1982) – reżyseria, scenariusz, opracowanie plastyczne
- Film Animowany (1982) – reżyseria, opracowanie plastyczne, animacja, muzyka, obsada aktorska
- 19.30 (1982) – realizacja
- W trawie nie tylko piszczy (1981) – reżyseria, scenariusz, opracowanie plastyczne
- Koryto (1981) – opracowanie plastyczne)
- Hotel (1981) – opracowanie plastyczne
- 8 i ¾ (1981) – scenariusz, opracowanie plastyczne